# American Journal of Epidemiology
American Journal of Epidemiology (AJE) es una revista revisada por pares para hallazgos de investigación empírica , artículos de opinión y desarrollos metodológicos en el campo de la investigación epidemiológica. El editor en jefe actual es Enrique Schisterman.
Los artículos publicados en AJE están indexados por PubMed, Embase y otras bases de datos. La AJE ofrece opciones de acceso abierto para los autores. Se publica mensualmente, con artículos publicados en línea antes de la impresión en las etapas de manuscrito aceptado y prueba corregida. Se han dedicado números enteros a resúmenes de reuniones académicas (Sociedad de Investigación Epidemiológica, Congreso Norteamericano de Epidemiología), la historia del Servicio de Inteligencia Epidémica de los Centros para el Control y la Prevención de Enfermedades (CDC), la vida de George W. Comstock, y la celebración de aniversarios notables de escuelas de salud pública ( Universidad de California, Berkeley, Escuela de Salud Pública).
AJE ocupa actualmente el puesto 5 en el campo de la epidemiología según Google Scholar . Tiene un factor de impacto de 4,897 (a partir de 2020), y el factor de impacto de 5 años es 5,827 según Journal Citation Reports .

## Historia
Esta revista fue fundada en 1920 y originalmente se llamó American Journal of Hygiene . En 1965, la Revista adquirió su nombre actual, American Journal of Epidemiology . Desde sus inicios, la Revista se ha basado en el Departamento de Epidemiología de la Escuela de Salud Pública Johns Hopkins Bloomberg y se publica en asociación con la Sociedad de Investigación Epidemiológica .

## Editores en jefe: pasado y presente
- William H. Welch (1920-1927)
- Roscoe Hyde (1927-1938)
- Martín Frobisher (1938-1948)
- David Bodián (1948-1957)
- Philippe E. Sartwell (1957-1958)
- Abraham G. Osler (1958-1965)
- Neal Nathanson (1965-1979)
- George W. Comstock (1979–1988)
- Moyses Szklo (1988-2019)
- Enrique Schisterman (2019-presente)

## Métricas de revista
2023
- Web of Science Group : 4.897
- Índice h de Google Scholar: 267
- Scopus: 3.103